# Lemkes sel. Witwe (1928)
Lemkes sel. Witwe ist ein deutsches Stummfilmlustspiel aus dem Jahre 1928 von Carl Boese mit Frida Richard in der Titelrolle. Die Geschichte basiert auf dem gleichnamigen Roman (1907/08) von Erdmann Graeser.

## Handlung
Wilhelm Lemke, Sohn des Wirtsehepaars Lemke, ist mit dem drallen Küchenmädchen Anna liiert, wovon allerdings seine handfeste und bodenständige Mutter Else und auch der strenge Vater nichts wissen darf. Als sie eines Tages Wilhelm und Anna beim Küssen erwischt, kommt es zu einer heftigen Auseinandersetzung zwischen den jungen Leuten und Mutter Lemke, infolge derer die resolute Alte das junge Glück kurzerhand auf die Straße setzt. Anna weiß Rat und geht mit ihrem Liebsten Wilhelm zu Tante Maria, die eine Vorort-Kellerwirtschaft betreibt und den beiden Unterschlupf gewährt.
Um Lemkes vor vollendete Tatsachen zu stellen, rät die Tante dem etwas begriffsstutzigen und schwerfälligen Wilhelm, Anna auch ohne den elterlichen Segen zu heiraten. Doch Wilhelm leidet sehr unter dem Zerwürfnis mit den Eltern und lässt diesen Frust auch an seiner Anna aus. Die „rächt“ sich, in dem sie sich von dem Klaviervirtuosen Hahn becircen lässt. Jetzt erst beginnt Wilhelm zu begreifen, wie viel ihm seine Anna bedeutet. Als dann Anna auch noch von Wilhelm schwanger wird und somit ein neuer Lemke ins Haus steht, kommt es zur Versöhnung mit Wilhelms ehrpussligen Eltern.

## Produktionsnotizen
Lemkes sel. Witwe entstand im Herbst 1928 im National-Film-Atelier in Berlin-Tempelhof, passierte die Zensur am 11. Dezember desselben Jahres und wurde am 28. Dezember 1928 in Berlins Titania-Palast uraufgeführt. Der Siebenakter besaß eine Länge von 2484 Metern.
Karl Machus schuf die Filmbauten. Ein Tonfilm-Remake dieser Geschichte entstand 1957 mit Grethe Weiser in der Titelrolle.

## Kritiken
In Mein Film heißt es: „Als einen ganz besonders glücklichen Griff darf man die Verfilmung des berühmten humoristischen Romans von Erdmann Graesers „Lemkes selige Witwe“ bezeichnen. Die Regie liegt bei Carl Boese in besten Händen.“
Für Die Stunde war Lemkes sel. Witwe „ein heiterer Sittenfilm“.